# Alkylation
L'alkylation est une réaction chimique constituée du transfert d'un groupement alkyle d'une molécule organique à une autre. Elle conduit donc à l'augmentation du nombre d'atomes de carbone d'un composé organique.
Au cours d'un procédé classique de raffinage du pétrole, les réactions d'alkylation combinent des oléfines de faible masse moléculaire (mélange de propylène et de butylène) avec de l'isobutane en présence d'un catalyseur, généralement l'acide sulfurique ou l'acide fluorhydrique. Le produit de la réaction, nommé alkylat, est composé d'un mélange d'hydrocarbures à chaînes ramifiées d'indice d'octane élevé. L'alkylat est l'un des principaux constituants des carburants car il possède des propriétés antidétonantes exceptionnelles, et car sa combustion est propre. L'indice d'octane de l'alkylat dépend principalement de la nature des oléfines utilisées et des conditions opératoires. L'isooctane, issu de la réaction de l'isobutane et du butylène, possède un indice d'octane de 100 par définition.
En synthèse organique, la réaction d'alkylation la plus commune est l'alkylation de Friedel-Crafts, au cours de laquelle un groupement alkyle se substitue à l'un des atomes d'hydrogène d'un composé aromatique suivant un mécanisme de substitution électrophile aromatique.

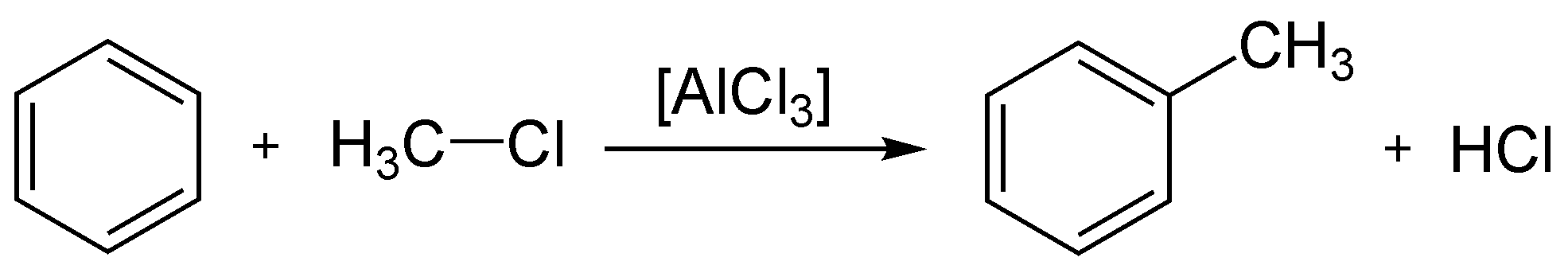
Alkylation de Friedel-Crafts du benzène